# ARINC 717
ARINC-Protokolle werden in Flugzeugen verwendet, um Systemkomponenten in verschiedenen Teilen des Flugzeugs miteinander zu verbinden. Der ARINC 717-Standard beschreibt die Datenkommunikation zwischen DFDAU (Digital Flight Data Acquisition Unit), einem Rechner, der Daten verschiedenster Systeme sammelt und in das ARINC 717-Format umwandelt, und dem DFDR (Digital Flight Data Recorder).

## Grundidee
Die ARINC 717 wurde eingeführt um, im Gegensatz zur ARINC 429, eine höhere Datensicherheit zu erreichen. Es wird ein gleichstromfreies Bi-Phase-Signal mit ±5 V verwendet.
Das Codierungsverfahren nennt sich Harvard II Biphase.
Eine logische NULL hält den Spannungswert über die gesamte Bit-Breite, bei logischen EINSen wird innerhalb der Bit-Breite der Spannungswert umgeschaltet.

## Arbeitsweise
Die DFDAU (Digital Flight Data Acquisition Unit) empfängt von verschiedenen Einheiten im Flugzeug Zustandsinformationen in Form von einzelnen Datenelementen (Parameter). Jedes Element enthält eine 8-Bit-Kennung zur Identifikation und 18 – 19 Bit Nutzdaten (siehe ARINC 429). Ein solches Datenelement kann beispielsweise die aktuelle Flughöhe, Fluggeschwindigkeit oder auch Lage der Ruder beschreiben.
Die DFDAU puffert diese Daten und wandelt sie in Frames sowie Subframes um.
Ein Frame enthält Daten, welche 4 Sekunden Lebenszeit des Flugzeuges beschreiben.
Der Frame ist unterteilt in 4 Subframes, welche jeweils eine Sekunde Lebenszeit des Flugzeuges enthalten.
Ein Subframe enthält die gesammelten Daten der DFDAU, die Menge der Daten (Parameter) hängt von der Musterzulassung des Flugzeuges ab.
In älteren Systemen wurden 64 Parameter aufgezeichnet, seit Einführung digitaler Flight-Recorder 128 Parameter. In den USA sind gemäß Forderung der FAA 256 Parameter aufzuzeichnen. Beim Airbus A380 werden sogar 1024 Parameter aufgezeichnet.
Die einzelnen Subframes enthalten jeweils einen Satz an Parametern für eine Sekunde. Für jeden Parameter werden die 12 Bit Nutzdaten gespeichert, die Identifikations- und Synchronisationsbits werden nicht mehr benötigt, denn der Subframe hat immer den gleichen Aufbau, so dass die Art des Elements anhand der Stelle im Frame bestimmt werden kann. Der Subframe enthält bei 64 Parametern also 768 Bit, die ohne Pausen oder sonstige Trennung hintereinander übermittelt werden. Die Datenrate beträgt also 768 Bit/Sekunde.
Anschließend folgt der nächste Subframe.
Die Subframes unterscheiden sich im ersten Parameter, dieser wird zur Kennzeichnung (Subframe 1, 2, 3 oder 4) verwendet.
Die restlichen Parameter werden nach einem musterabhängigen Schema eingebaut und sind nur mit einer entsprechenden Tabelle zu entschlüsseln.
Nicht jeder Parameter wird in jedem Subframe übertragen. Weniger wichtige werden nur in jedem 2. oder 4. Subframe übermittelt.
Nach Ablauf eines Frame (4 Sekunden) ist der gesamte Parametersatz übermittelt worden und der Ablauf beginnt von Neuem.
Es werden grundsätzlich mindestens 25 Stunden Lebenszeit des Flugzeuges aufgezeichnet.